# Weary River
Weary River este un film american, o dramă romantică din 1929 regizat de Frank Lloyd și care îi are în distribuție pe Richard Barthelmess, Betty Compson și William Holden. Produs și distribuit de First National Pictures, filmul este un hibrid parțial vorbit, parțial mut, realizat la trecerea de la filme mute la cele cu sunet. Bazat pe o poveste a lui Courtney Riley Cooper, filmul este despre un gangster care merge la închisoare și găsește mântuirea prin muzică în timp ce își ispășește pedeapsa. După ce este eliberat și ajunge să aibă din nou o viață plină de ispite, este salvat de dragostea unei femei și de gardianul cu care s-a împrietenit. Filmul a primit o nominalizare la Premiul Oscar pentru cel mai bun regizor la ediția din 1930.
Weary River a fost păstrat la Biblioteca Congresului și restaurat de LoC, UCLA Film and Television Archive și Warner Bros. Este disponibil pe DVD din Warner Archive Collection.
Deși personajul lui Barthelmess cântă cu vocea și la pian pe tot parcursul filmului, Barthelmess nu a cântat în timpul filmmului nici cu vocea și nici la pian. Frank Churchill a cântat la pian, iar Johnny Murray a cântat la microfon, departe de Barthelmess, în timp ce el s-a prefăcut și a cântat la un pian care avea coarde acoperite cu pâslă.

## Subiect
Lui Jerry Larrabee (Richard Barthelmess) i se înscenează o infracțiune de către gangsterul rival Spadoni (Louis Natheaux) și trimis la închisoare, unde devine prieten cu un amabil și înțelegător (William Holden). Prin influența gardianului, Jerry devine interesat de muzică și formează o trupă în închisoare, difuzată la radio. Cântecul lui Jerry îi mișcă profund pe ascultătorii de radio și în curând Jerry va fi grațiat de guvernatorul.
Jerry urmează o carieră de cântăreț în vodevil, spunându-și Maestrul Melodiei, dar șoaptele constante din public „Condamnatule!” îi tulbură concentrarea. Trecând de la un loc de muncă la altul, Jerry este bântuit de trecutul său. Fără speranța de a reuși în muzică, Jerry se întoarce la vechea sa gașcă și la fosta sa iubită Alice Gray (Betty Compson). În timp ce se pregătește pentru o confruntare finală cu Spadoni, Alice ia legătura cu gardianul, care ajunge pe scenă la timp pentru a-l menține pe Jerry pe calea cea dreaptă. Jerry devine în cele din urmă o vedetă radio și se căsătorește cu Alice.

## Distribuție
- Richard Barthelmess în rolul Jerry Larrabee
- Betty Compson în rolul Alice Gray
- William Holden în rolul Warden
- Louis Natheaux în rolul Spadoni
- George Stone în rolul Blackie
- Raymond Turner în rolul băiatul din lift
- Gladden James în rolul directorului
- Johnny Murray ca vocea care cântă în locul lui Jerry Larrabee[5]